# Davul (Zeitschrift)
Die osmanische Satirezeitschrift Davul (osmanisch داوول İA Davul, deutsch ‚Trommel‘) erschien 1908 und 1909 in insgesamt 24 Ausgaben wöchentlich in Istanbul. Das Satireblatt wurde von Hasan Vasıf (1889–1944) herausgegeben, einem osmanischen Politiker und Mediziner. Auffällig an diesem Magazin waren die zahlreichen satirischen Abbildungen und Karikaturen, die sich mit der osmanischen sowie europäischen Politik der damaligen Zeit auseinandersetzen. Die Autoren üben in ihren humorvollen Artikeln unter anderem Kritik an Abdülhamid II., der gesamten osmanischen Politik und der europäischen Lebensweise. Außerdem sind in manchen Ausgaben Auszüge aus der französischen Zeitschrift Fantaisie in französischer Sprache erschienen.